# Riccione
Riccione là một đô thị ở tỉnh Rimini. Dân số Riccione năm 2007 ước khoảng 35.185 người.

Thị xã này là một địa điểm du lịch mùa Hè với các bãi biển. Cùng với Rimini, đây là một trong những khu vực nghỉ mát biển nổi tiếng nhất ở Bắc Ý.